# 大象曲線

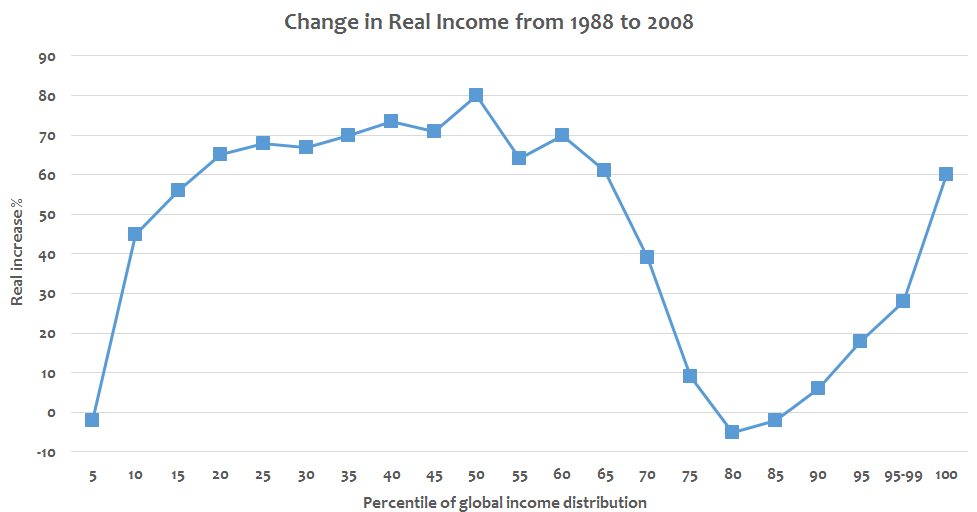
全球各所得階層收入的實際成長

大象曲線(英文:The Elephant Curve), 又被稱為大象圖或Lakner-Milanovic曲線，為一圖表顯示了在過去數十年全球各所得階層收入增長狀況，該圖表說明了全球化下各階層所得增長不平衡。

## 歷史
這張圖表最早被南斯拉夫經濟學家Branko Milanovic與Christoph Lakner於2013年時提出。
圖表描述了全球化帶來所得增長的不平衡，圖表x軸前段顯示了世界上最貧窮的國家幾乎沒有從全球化中獲益，在過去二十年它們只有低程度的經濟成長，特別是位於撒哈拉沙漠以南的非洲國家。 ，圖表的中間階段顯示了，全球的中產所得階層，在全球化收入或的顯著的成長，例如中國與印度。 圖片的後段則顯示了全球中上所得階層，於1988至2008年，在全球化的浪潮下所得只獲得微幅增長甚至沒有增長。 ，在圖片的末端，則顯示了全球收入最高的菁英階層收入獲得了巨幅的增長。圖表揭示了全球收入前百分之一的頂端階層為全球化下最大的獲益者。